# UEFA Champions League 2006/07 (1/2 finale) Chelsea - FC Liverpool
De halve finale tussen Chelsea en FC Liverpool van de UEFA Champions League 2006/07 werd gespeeld op 25 april 2007.

## Wedstrijdgegevens
| Datum                | 25 april 2007                             | 25 april 2007                             |
| Stadion              | Stamford Bridge, Londen                   | Stamford Bridge, Londen                   |
| Toeschouwers         | 39.483                                    | 39.483                                    |
| Scheidsrechter       | Markus Merk GER                           | Markus Merk GER                           |
| Assistenten          | Jan-Hendrik Salver GER Carsten Kadach GER | Jan-Hendrik Salver GER Carsten Kadach GER |
| Vierde man           | Felix Brych GER                           | Felix Brych GER                           |
| Man van de wedstrijd |                                           |                                           |
|                      | Chelsea                                   | FC Liverpool                              |
| Doelpunten           | 1                                         | 0                                         |
| Gele kaarten         | 0                                         | 1                                         |
| Rode kaarten         | 0                                         | 0                                         |
| Wissels              | 2                                         | 2                                         |
| Schoten op doel      | 4                                         | 4                                         |
| Schoten naast doel   | 9                                         | 5                                         |
| Overtredingen        | 9                                         | 19                                        |
| Hoekschoppen         | 1                                         | 5                                         |
| Buitenspel           | 5                                         | 2                                         |
| Strafschoppen        | 0                                         | 0                                         |
| Balbezit (tijd)      | 27 min                                    | 29 min                                    |
| Balbezit (%)         | 48%                                       | 52%                                       |

| Chelsea | 1-0            | FC Liverpool |
| 29' Joe Cole | goals (assist) | |
| José Mourinho | coach          | Rafael Benítez |
| Petr Čech Ashley Cole Claude Makélélé Ricardo Carvalho Andrij Sjevtsjenko ( 76') Frank Lampard Joe Cole ( 85') Didier Drogba John Obi Mikel Paulo Ferreira John Terry | Opstellingen   | José Manuel Reina Álvaro Arbeloa Daniel Agger John Arne Riise Steven Gerrard Xabi Alonso ( 83') Craig Bellamy ( 53') Dirk Kuijt Javier Mascherano Jamie Carragher Boudewijn Zenden |
| Salomon Kalou ( 76') Shaun Wright-Phillips ( 85') | Wissels        | Peter Crouch ( 53') Jermaine Pennant ( 83') |
| | gele kaarten   | 77' Javier Mascherano |
| | rode kaarten   | |